# The Gods We Can Touch
The Gods We Can Touch é o quarto álbum de estúdio da cantora e compositora norueguesa Aurora, lançado em 21 de janeiro de 2022 pela Decca e Glassnote Records.
O álbum foi precedido por seis singles: "Exist for Love", "Cure for Me", "Giving in to the Love", "Heathens", "A Dangerous Thing" e "Everything Matters" como um single de duas músicas, com "Everything Matters" tendo a participação da cantora francesa Pomme e "A Temporary High".

## Antecedentes
Aurora começou a produção de um novo álbum em novembro de 2019. Ela sugeriu planos para lançar um novo álbum logo após o lançamento de seu álbum A Different Kind of Human (Step 2). Em uma entrevista para a Riff Magazine, ela revelou que estava trabalhando em dois álbuns ao mesmo tempo, um dos quais ela disse estar "mais no futuro". Sobre o álbum mais próximo, ela afirmou: "A perspectiva é muito maior. Ainda é bastante político, e ainda é bastante opinativo e também é muito emocional. É ainda mais sobre os indivíduos que fazem o exército. É um álbum para cada indivíduo dentro do grande exército de amor ". Ela detalhou ainda mais o álbum em uma entrevista com Motley, afirmando "Meu próximo álbum será vestido com uma armadura de dureza. Mas eu também estou explorando a parte macia e delicada de mim, que quero abrir ainda mais no meu próximo álbum".
Em 2020, Aurora lançou o primeiro single de The Gods We Can Touch, "Exist For Love", e também uma música para o filme de 2020, The Secret Garden. Ela também confirmou que o álbum lançado não seria mais um álbum "step".
"Cure for Me" foi o próximo single lançado do álbum em 7 de julho de 2021 e ela detalhou sua posição no próximo álbum: "[" Cure for Me "] tem algo em comum com o álbum em que estou experimentando coisas novas e novos lados de mim. É fácil para mim fazer um álbum realmente 'Aurora' — que parece a natureza e a Mãe Terra. Isso vem muito naturalmente para mim. Então estou realmente gostando de fazer algo diferente." Ela descreveu suas intenções de ser experimental no próximo álbum e afirmou que o álbum não abordaria temas como "desgraça, melancolia, COVID e terror ", ao invés de focar em canções "mais lúdicas e divertidas", ao mesmo tempo em que faz referência a "um monte de coisas que a incomodam com a sociedade e nossa história". Ela também afirmou que o álbum estava concluído e suas intenções de lançar o álbum antes do final de 2021.
Em 14 de outubro, ela lançou "Giving in to the Love" como o novo single do álbum, e anunciou oficialmente The Gods We Can Touch, e sua data de lançamento de 21 de janeiro de 2022. Em 2 de dezembro, ela lançou "Heathens" como o quarto single do álbum, e em 7 de janeiro lançou "A Dangerous Thing" e "Everything Matters" em um single. E em 21 de janeiro, dia do lançamento do álbum, "A Temporary High" foi lançado como o sexto e último single.

## Recepção crítica
| Críticas profissionais | Críticas profissionais |
| Pontuações agregadas   | Pontuações agregadas   |
| Fonte                  | Avaliação              |
| ---------------------- | ---------------------- |
| AnyDecentMusic?        | 7.9/10                 |
| Metacritic             | 80/100                 |
| Avaliações da crítica  |                        |
| Fonte                  | Avaliação              |
| AllMusic               | [ 14 ]                 |
| Clash                  | 8/10                   |
| DIY                    | [ 16 ]                 |
| Dork                   | [ 17 ]                 |
| Gigwise                | [ 18 ]                 |
| The Line of Best Fit   | 9/10                   |
| musicOMH               | [ 20 ]                 |
| NME                    | [ 21 ]                 |
| Under the Radar        | [ 22 ]                 |

No Metacritic, que atribui uma pontuação normalizada de 100 as classificações de publicações, The Gods We Can Touch recebeu uma pontuação média de 80 com base em 8 comentários, indicando "críticas geralmente favoráveis". 
O escritor da The Line of Best Fit, Tom Williams, elogiou o álbum como uma "obra-prima etérea" e afirmou que o som de Aurora é "como o paraíso na Terra".  Steven Loftin, do Dork, chamou Aurora no álbum de "emocionante como ela é intrigante" e faz com que "o mundo pareça um lugar melhor". Finlay Holden, do Clash, chamou o disco de "alto alcance" e observou que os temas de "energias raivosas, comemorativas, chafurdantes e catárticas se exibem de uma maneira maximalista". Ben Hogwood do musicOMH afirma que o disco consiste em "produção futurista e melodias intrigantes, às vezes ousadas", apesar de estar enraizado em um "passado profundo e muito distante". 
Chris Hamilton-Peach, do DIY, escreveu que "a centelha celestial de Aurora continua sendo seu cartão de visita" no álbum. No Gigwise, Tom Taylor, vê Aurora como ela "experimenta o gênero em seu novo álbum alegre", enquanto também depende de "hinos eletro-pop de alta energia".  Andrew Trendell, da NME, observa que o disco "aproveita a oportunidade de enfrentar o mundo e lutar com todo o seu poder" e é carregado de "peculiaridades idiossincráticas e noções encantadoras".  Hayden Godfrey do Under the Radar sentiu que o disco mostra os "altos gloriosos e baixos cuidadosos" de Aurora em relação à produção. De acordo com Marcy Donelson, do AllMusic, o registro apenas expande o "portamento já místico" de Aurora.

## Faixas
Lista de faixas digitais e de CD
| N.º            | Título                           | Compositor(es)                     | Produtor(es)    | Duração |  |
| 1.             | "The Forbidden Fruits of Eden"   | Aurora Aksnes                      |                 | 0:40    |  |
| 2.             | "Everything Matters" (com Pomme) | Aksnes Jamie Hartman Claire Pommet |                 | 3:33    |  |
| 3.             | "Giving in to the Love"          | Aksnes Magnus Skylstad             | Aurora Skylstad | 3:01    |  |
| 4.             | "Cure for Me"                    | Aksnes Skylstad                    | Aurora Skylstad | 3:21    |  |
| 5.             | "You Keep Me Crawling"           | Aksnes Skylstad                    |                 | 2:59    |  |
| 6.             | "Exist for Love"                 | Aksnes Glen Roberts Skylstad       | Aurora Skylstad | 4:12    |  |
| 7.             | "Heathens"                       | Aksnes                             | Aurora Skylstad | 3:45    |  |
| 8.             | "The Innocent"                   | Aksnes Roberts Skylstad            |                 | 3:27    |  |
| 9.             | "Exhale, Inhale"                 | Aksnes Roberts Skylstad            |                 | 3:32    |  |
| 10.            | "A Temporary High"               | Aksnes Skylstad                    |                 | 3:23    |  |
| 11.            | "A Dangerous Thing"              | Aksnes Martin Sjølie               |                 | 3:35    |  |
| 12.            | "Artemis"                        | Aksnes                             |                 | 2:38    |  |
| 13.            | "Blood in the Wine"              | Aksnes Skylstad                    |                 | 4:08    |  |
| 14.            | "This Could Be a Dream"          | Aksnes Skylstad                    |                 | 4:08    |  |
| 15.            | "A Little Place Called the Moon" | Aksnes Matias Tellez               |                 | 4:10    |  |
| Duração total: | Duração total:                   | Duração total:                     | Duração total:  | 49:55   |  |

Lista de faixas de vinil
| N.º            | Título                           | Compositor(es)                 | Duração |  |
| 1.             | "The Forbidden Fruits of Eden"   | Aurora Aksnes                  | 0:40    |  |
| 2.             | "Cure for Me"                    | Aksnes Skylstad                | 3:21    |  |
| 3.             | "The Innocent"                   | Aksnes Roberts Skylstad        | 3:27    |  |
| 4.             | "A Dangerous Thing"              | Aksnes Sjølie                  | 3:35    |  |
| 5.             | "Exist for Love"                 | Aksnes Roberts Skylstad        | 4:12    |  |
| 6.             | "Heathens"                       | Aksnes                         | 3:45    |  |
| 7.             | "Blood in the Wine"              | Aksnes Solstrand Svabø         | 3:29    |  |
| 8.             | "Exhale, Inhale"                 | Aksnes Roberts Skylstad        | 3:32    |  |
| 9.             | "A Temporary High"               | Aksnes Skylstad                | 3:23    |  |
| 10.            | "The Woman I Am"                 | Aksnes Roberts Skylstad        | 3:06    |  |
| 11.            | "This Could Be a Dream"          | Aksnes Skylstad                | 4:08    |  |
| 12.            | "Artemis"                        | Aksnes                         | 2:38    |  |
| 13.            | "The Devil Is Human"             | Aksnes Janee Bennett Fred Ball | 2:55    |  |
| 14.            | "Everything Matters" (com Pomme) | Aksnes Hartman Pommet          | 3:33    |  |
| 15.            | "A Little Place Called the Moon" | Aksnes Matias Tellez           | 4:10    |  |
| Duração total: | Duração total:                   | Duração total:                 | 49:56   |  |

## Certificações
| Região       | Certificação | Vendas      |
| ------------ | ------------ | ----------- |
| Reino Unido  | —            | 24,220      |
| Streaming    |              |             |
| Grande China | —            | 350,000,000 |